# Leonhard IV von Harrach-Rohrau
Leonhard IV von Harrach (1514 – Vienna, 27 giugno 1590) è stato un politico austriaco.

## Biografia
Figlio di Leonhard III e di sua moglie Barbara von Gleinig, nacque nel 1514.
Divenne consigliere imperiale nel governo della Bassa Austria nel 1545, e poi venne ammesso nel consiglio imperiale dell'imperatore Massimiliano II del Sacro Romano Impero, il quale lo creò barone con diploma del 4 gennaio 1552, legando poi il titolo al feudo di Rohrau il 12 aprile 1566; con diploma del 29 maggio 1559 ricevette per sé e per i suoi eredi maschi la carica ereditaria di maestro di scuderia per la Bassa Austria. Leonhard IV fu cavaliere del Toson d'oro e fu colui che duede avvio alle fortune della famiglia von Harrach.
Fece costruire la tomba di famiglia nella chiesa degli agostiniani di Vienna dove venne sepolto anche lui dopo la sua morte nel 1590.

## Matrimonio e figli
Nel 1536 sposò Barbara zu Windisch Graetz dalla quale ebbe i seguenti figli:
- Felizitas (1540-?), sposò nel 1563 il conte Johann Georg I von Lamberg
- Leonhard V (1542-1597), barone di Harrach-Rohrau, sposò nel 1563 la contessa Maria Giacobba di Hohenzollern-Sigmaringen
- Anna (1548-?), sposò nel 1569 il nobile Christoph von Rappach
- Maria (1551-1598), sposò nel 1571 il barone Christoph von Teuffenbach
- Susanna Veronica (1558-1617), sposò nel 1576 il barone Ferdinand Helfried von Meggau

## Ascendenza
|                                                            |                        |                                    | Genitori                           |  |  | Nonni |  |  | Bisnonni               |  |  | Trisnonni           |  |
|                                                            |                        |                                    |                                    |  |  |       |  |  | Leonhard I von Harrach |  |  | Barhard von Harrach |  |
|                                                            |                        |                                    |                                    |  |  |       |  |  | Leonhard I von Harrach |  |  | Barhard von Harrach |  |
|                                                            |                        | Dorothea von Volkra                |                                    |  |  |       |  |  | Leonhard I von Harrach |  |  |                     |  |
| Leonhard II von Harrach                                    |                        |                                    |                                    |  |  |       |  |  | Leonhard I von Harrach |  |  |                     |  |
|                                                            |                        | Ursula Pelleiter                   | Diepold Pelleiter                  |  |  |       |  |  |                        |  |  |                     |  |
|                                                            |                        | Ursula Pelleiter                   | Diepold Pelleiter                  |  |  |       |  |  |                        |  |  |                     |  |
|                                                            |                        | Ursula Pelleiter                   |                                    |  |  |       |  |  |                        |  |  |                     |  |
| Leonhard III von Harrach                                   |                        | Ursula Pelleiter                   |                                    |  |  |       |  |  |                        |  |  |                     |  |
|                                                            |                        | Wolfgang Perner von Rauhenschachen | Dietrich Perner von Rauhenschachen |  |  |       |  |  |                        |  |  |                     |  |
|                                                            |                        | Wolfgang Perner von Rauhenschachen | Dietrich Perner von Rauhenschachen |  |  |       |  |  |                        |  |  |                     |  |
|                                                            |                        | Wolfgang Perner von Rauhenschachen | Maruschka von Harrach              |  |  |       |  |  |                        |  |  |                     |  |
| Margareta Perner von Rauhenschachen                        |                        | Wolfgang Perner von Rauhenschachen |                                    |  |  |       |  |  |                        |  |  |                     |  |
|                                                            |                        | Anna Tazler von Pösseniz           |                                    |  |  |       |  |  |                        |  |  |                     |  |
|                                                            |                        |                                    |                                    |  |  |       |  |  |                        |  |  |                     |  |
|                                                            |                        |                                    |                                    |  |  |       |  |  |                        |  |  |                     |  |
| Leonhard IV von Harrach-Rohrau                             |                        |                                    |                                    |  |  |       |  |  |                        |  |  |                     |  |
|                                                            | Friedrich von Gleinitz | Reimprecht von Gleinitz            |                                    |  |  |       |  |  |                        |  |  |                     |  |
|                                                            | Friedrich von Gleinitz | Reimprecht von Gleinitz            |                                    |  |  |       |  |  |                        |  |  |                     |  |
|                                                            | Friedrich von Gleinitz | Demuth von Hollneck                |                                    |  |  |       |  |  |                        |  |  |                     |  |
| Balthasar von Gleinitz, barone di Gleinitz zu Gleinstätten | Friedrich von Gleinitz |                                    |                                    |  |  |       |  |  |                        |  |  |                     |  |
|                                                            |                        | Catharina Welz von Eberstein       | Georg Welz von Eberstein           |  |  |       |  |  |                        |  |  |                     |  |
|                                                            |                        | Catharina Welz von Eberstein       | Georg Welz von Eberstein           |  |  |       |  |  |                        |  |  |                     |  |
|                                                            |                        | Catharina Welz von Eberstein       | Margaretha von Reischach           |  |  |       |  |  |                        |  |  |                     |  |
| Barbara von Gleinitz                                       |                        | Catharina Welz von Eberstein       |                                    |  |  |       |  |  |                        |  |  |                     |  |
|                                                            |                        | Hans von Rammingen                 | Andreas von Rammingen              |  |  |       |  |  |                        |  |  |                     |  |
|                                                            |                        | Hans von Rammingen                 | Andreas von Rammingen              |  |  |       |  |  |                        |  |  |                     |  |
|                                                            |                        | Hans von Rammingen                 |                                    |  |  |       |  |  |                        |  |  |                     |  |
| Barbara von Rammingen                                      |                        | Hans von Rammingen                 |                                    |  |  |       |  |  |                        |  |  |                     |  |
|                                                            |                        | Barbara von von Freyberg           | Conrad Gaischedel von Freyberg     |  |  |       |  |  |                        |  |  |                     |  |
|                                                            |                        | Barbara von von Freyberg           | Conrad Gaischedel von Freyberg     |  |  |       |  |  |                        |  |  |                     |  |
|                                                            |                        | Barbara von von Freyberg           | Ursula Zaunried                    |  |  |       |  |  |                        |  |  |                     |  |
|                                                            |                        | Barbara von von Freyberg           |                                    |  |  |       |  |  |                        |  |  |                     |  |